# Ruwa
Ruwa est une ville du Zimbabwe située dans la province du Mashonaland oriental, à 22 kilomètres au sud-est de Harare. Sa population est estimée à 29 331 habitants en 2007.

## Source
- (en) Cet article est partiellement ou en totalité issu de l’article de Wikipédia en anglais intitulé « Ruwa » (voir la liste des auteurs).